# Allopterigeron
Allopterigeron is een geslacht uit de composietenfamilie (Asteraceae). Het geslacht telt slechts een soort die endemisch is in Australië, waar hij voorkomt in de deelstaten Queensland en Noordelijk Territorium.

## Soorten
- Allopterigeron filifolius (F.Muell.) Dunlop